# أنديرس جونسون
أنديرس جونسون (بالإنجليزية: Anders Johnson) هو متزلج قفز أمريكي، ولد في 23 أبريل 1989 في بلاتسبورغ في الولايات المتحدة.

## وصلات خارجية
- أنديرس جونسون على موقع الاتحاد الدولي للتزلج (القفز التزلجي) (الإنجليزية)
- أنديرس جونسون على موقع اللجنة الأولمبية الدولية (الإنجليزية)
- أنديرس جونسون على موقع أوليمبيديا (الإنجليزية)
- أنديرس جونسون على موقع اللجنة الأولمبية والبارالمبية الأمريكية (الإنجليزية)